# Erik Hamrén
Erik Hamrén (født 27. juni 1957 i Ljusdal, Sverige) er en svensk fodboldtræner, der tillidgere var træner for AaB. Men blev fyret Mandag d. 20 Marts 2023! 
Han har tidligere været træner for bl.a. det svenske og det islandske fodboldlandshold og for de svenske klubber AIK Stockholm og en gang med Örgryte IS. Han har som træner tre gange vundet den svenske pokalturnering (to gange med AIK og en gang med Örgryte IS. Han var fra 2004 til 2008 træner for AaB i Superligaen. Som træner for AaB vandt han Toto Cuppen i 2007 og blev dansk mester i sæsonen 2007/2008. 
Hamrén var træner for Sveriges landshold fra 2009-2016, men efter deres tidlige exit fra EM i 2016, bekendtgjorde han, at han ville holde en længere pause fra trænergerningen; han vidste ikke, om han nogensinde ville være træner igen. Han genoptog dog karrieren som træner for Island.

## Klubber som træner
- 19XX-1987: IFK Sundsvall
- 1987-1988: Enköpings SK
- 1988-1989: Väsby IK
- 1990-1991: IF Brommapojkarna
- 1992-1993: Vasalunds IF
- 1994: Degerfors IF
- 1995-1997: AIK Stockholm
- 1998-2003: Örgryte IS
- 2004-2008: AaB
- 2008-2010:Rosenborg BK
- 2009-2016: Sveriges fodboldlandshold
- 2022- : AaB